# Slag bij Reims (1814)
De Slag bij Reims was een kleine veldslag op 13 maart 1814 bij Reims (Frankrijk) tussen Franse troepen onder bevel van Napoleon en een Pruisisch-Russisch leger onder bevel van generaal Emmanuel St.-Priest. Napoleon versloeg hierbij de geallieerden, en St.-Priest raakte dodelijk gewond.

## Achtergrond
De Slag bij Reims vond plaats tijdens de veldtocht van 1814. Nadat Napoleon zich uit Rusland had terugtrokken en de Slag bij Leipzig had verloren, waren de geallieerden Frankrijk binnengevallen. Napoleon haalde een aantal overwinningen (zoals de slag bij Reims) maar had maar weinig kans van slagen, met 70.000 Franse soldaten tegen een half miljoen geallieerde troepen. De campagne eindigde in de verovering van Parijs op 31 maart en de troonsafstand van Napoleon op 6 april.

## De veldslag
Op 12 maart had St. Priest met 15.000 man de stad Reims ingenomen. Als reactie hierop vertrok Napoleon uit Soissons met 10.000 troepen en hernam de stad een dag later. Hierbij sneuvelden 3.000 van de geallieerde soldaten.
Napoleon schreef op 14 maart in een brief aan zijn broer Jozef: "Ik kwam gisteren aan in Reims, die door generaal St. Priest is bezet met drie Russische divisies en een nieuwe Pruisische divisie. Ik hernam de stad, en nam daarbij twintig kanonnen en een hoop bagage buit. Ik nam ook 5000 gevangenen. Generaal St. Priest is dodelijk gewond geraakt."
Napoleon trok om 2 uur 's nachts de stad binnen terwijl de geallieerden door een andere stadspoort uit de stad wegvluchtten. De geallieerden trokken zich terug naar Laon, waar St. Priest 16 dagen later stierf nadat zijn voet was geamputeerd.